# Italianisanten

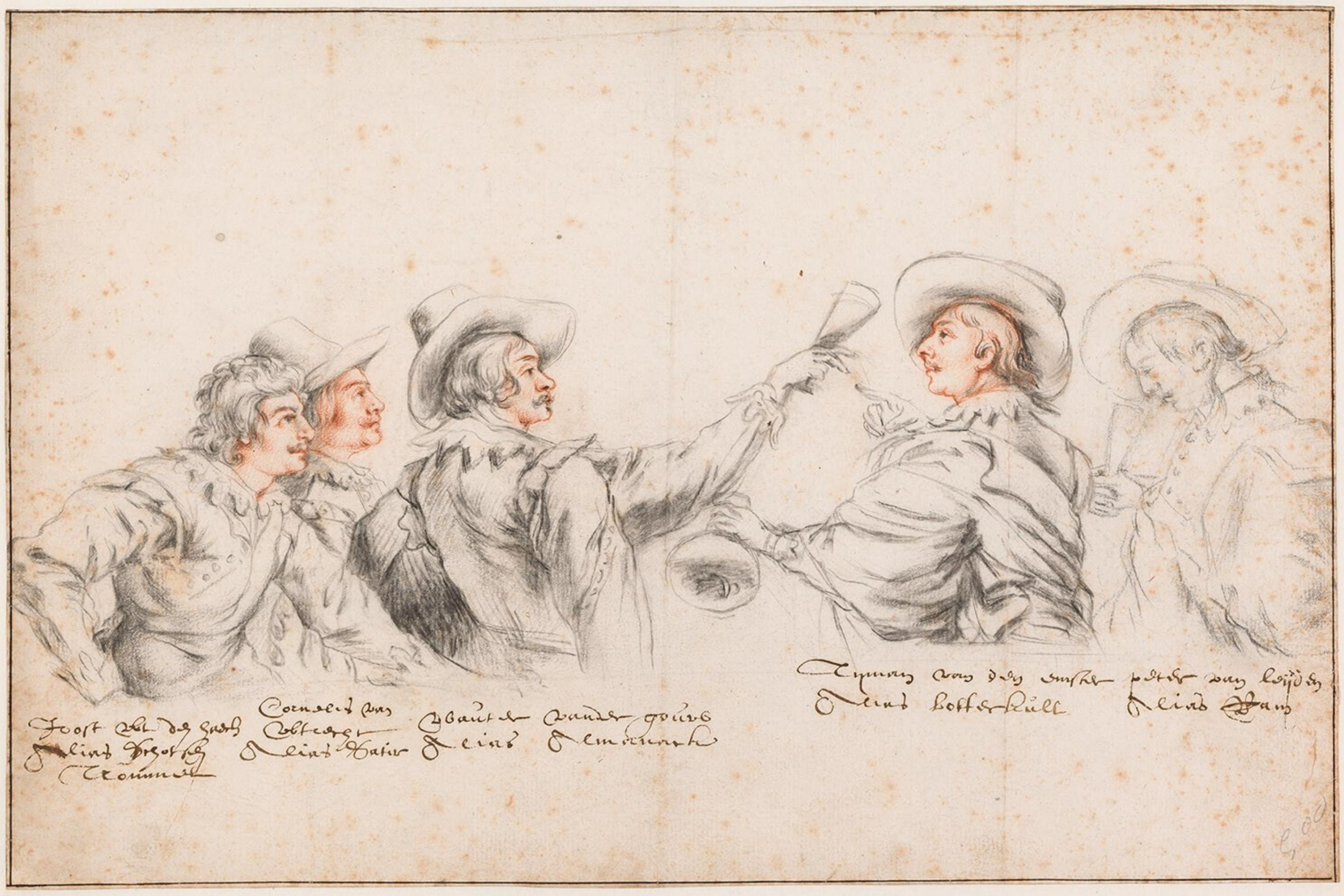
V.l.n.r. Joost uit Den Haag alias Schotsen trommel, Cornelis (Poelenburgh) van Utrecht alias Satier, Wouter (Crabeth) van der Gou alias Almanack, Tyman (Cracht) van den Emster alias Botterkul en Peter van Leiden alias Ram.

Onder de italianisanten worden Noord-Europese landschapsschilders uit de zeventiende eeuw verstaan, die een reis naar Italië ondernamen en daar onder de indruk kwamen van het Italiaanse landschap en de Italiaanse lichtval. Ze kunnen dus tegenover de schilders van het noordelijke landschap worden geplaatst. In Italië sloten zij zich aaneen in een soort broederschap, de Bentvueghels. In de meeste gevallen keerden zij na enkele jaren terug naar hun geboorteland, waar zij in dezelfde stijl bleven doorwerken.
De schilderijen van de italianisanten bestaan uit gefantaseerde heuvelachtige landschappen, waarop het heldere, vaak gouden zonlicht in Italië een belangrijke rol speelt. De schilderijen zijn gestoffeerd met figuren van klein formaat, die bij de eerste generatie schilders meestal een Bijbels, mythologisch of literair onderwerp uitbeelden. Bij sommige latere schilders valt vaak het motief van de in het landschap tekenende kunstenaar op. Sommige schilders waren vooral geïnteresseerd in de natuurlijke elementen van het landschap, anderen voegden prominente architectonische elementen toe, meestal in de vorm van antieke ruïnes.
In de Republiek der Zeven Verenigde Nederlanden waren vooral in Utrecht, Haarlem en Amsterdam italianisanten actief. Ze zijn in twee generaties onder te verdelen. Tot de eerste generatie behoorden onder meer Cornelis van Poelenburch te Utrecht, Wouter Crabeth te Gouda, Jan Wils in Haarlem en Bartholomeus Breenbergh te Amsterdam. Tot de tweede generatie behoorden onder meer Nicolaes Berchem te Haarlem, Jan Both en Jan Baptist Weenix te Utrecht; Adam Pynacker, Jan Asselijn en Karel Dujardin te Amsterdam. Herman van Swanevelt werkte in Parijs, Adriaen van der Kabel in Lyon.